# Ellen Faison
Ellen Faison (* 18. Februar 1933; † 8. März 2011 in New York City) war eine US-amerikanische Schauspielerin.

## Leben
Faison spielte erstmals 1967 in Round Trip in einem Spielfilm. In den 1970ern verkörperte sie in mehreren Filmen eine Nebenrolle. 1976 wirkte sie unter dem Pseudonym Mousiendi im Film Sweet, Sweet Freedom mit. Im selben Jahr war sie im Film Bloodsucking Freaks unter dem Pseudonym Saiyanidi zu sehen. 1977 trat sie im Film Visions unter dem Namen Q auf. Später wurde sie gerne als Ellene Faison geführt, wie 1978 in Acting Out oder 1981 in Die Mumie des Pharao. Zuletzt trat sie 1984 als Schauspielerin in Erscheinung.
Sie verstarb am 8. März 2011 im Alter von 78 Jahren in New York City.

## Filmografie
- 1967: Round Trip
- 1970: Drei Arten Liebe (3 slags kærlighed)
- 1970: Der Weg in den Abgrund (End of the Road)
- 1971: Wer tötete Mary? (Who Killed Mary Whats'ername?)
- 1972: Hail
- 1976: Sweet, Sweet Freedom
- 1976: Bloodsucking Freaks (The Incredible Torture Show)
- 1976: Love, in Strange Places
- 1977: Odyssey: The Ultimate Trip
- 1977: Visions
- 1977: The New York City Woman
- 1978: Chorus Call
- 1978: Acting Out
- 1981: Die Mumie des Pharao (Dawn of the Mummy)
- 1984: New York Nights